# SG 오토모티브
SG 오토모티브(영어: SG Automotive, 중국어 간체자: 辽宁曙光汽车集团, 정체자: 遼寧曙光汽車集團, 병음: Liáoníng shǔguāng qìchē jítuán)는 중국 랴오닝성 단둥시에 본사를 둔 자동차 및 부품 제조업체이다.

## 역사
SG는 오프로드 차량용 차축 제조업체로 1984년 RMB 70,000로 랴오닝성에서 설립되었다.
2012년 8월 SG는 랴오닝성에 기반을 둔 그룹 회사로부터 단둥에 기반을 둔 특수 차량 회사의 지분 56.19%를 8090만 위안에 인수하기로 합의했다.